# Joseph Massie
Joseph Massie († 1. November 1784 in London) war ein britischer Politökonom, der mit einigen Arbeiten über Zins, Geld, Steuern, Zölle, Außen- und Kolonialhandel, Staatsschulden, Vermögensverteilung und Armut hervortrat.
Über Person und Leben Massies ist fast nichts bekannt. Er war offenbar einigermaßen wohlhabend und verfügte über eine umfangreiche Bibliothek. Dieselbe ging nach seinem Tod verloren, das Bestandsverzeichnis blieb allerdings teilweise erhalten und ermöglicht einen recht genauen Überblick über Autoren und Themen der britischen sozialwissenschaftlichen Literatur zwischen dem 16. und dem 18. Jahrhundert.
Massie beschäftigte sich als einer der ersten Autoren der Neuzeit mit der quantitativen und qualitativen Bestimmung gesellschaftlicher Klassen und versuchte unter anderem, die Verteilung von Einkommen und Vermögen in Großbritannien zu ermitteln. Dabei unterschied er sechs Ebenen; die engere und eigentliche Oberschicht (Kategorie 1) sah er in 310 Familien, die über den umfangreichsten Grundbesitz (Güter zwischen 10.000 und 20.000 Acre, gemeinsam mit den Kategorien 2 und 3 mehr als die Hälfte des gesamten nutzbaren Bodens) verfügten, der völlig mittellosen Armutsbevölkerung (Kategorie 6) rechnete er 40 % der Landeseinwohner zu.

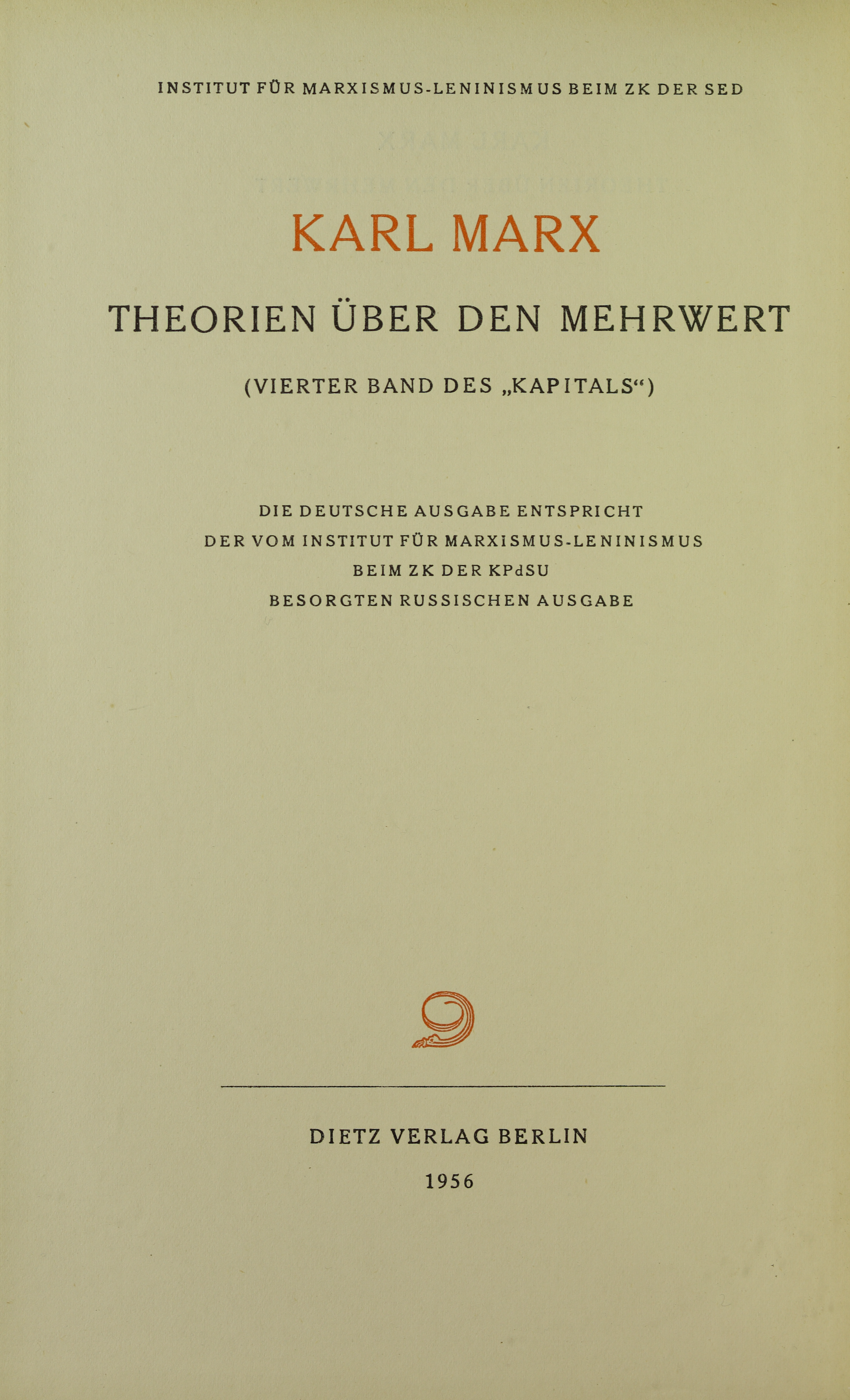
Karl Marx, Theorien über den Mehrwert, 1956

Marx stieß bei den Vorarbeiten zum Kapital auf Massie und kommentierte dessen 1750 anonym veröffentlichte Schrift An Essay on the Governing Causes of the Natural Rate of Interest, in der sich Massie gegen die von Locke begründete Auffassung wandte, dass die Höhe des Zinses von der Geldmenge bestimmt werde (vgl. Theorien über den Mehrwert, MEW Band 26.1). Marxistische Wissenschaftshistoriker sahen in Massie ein „Bindeglied zwischen Petty und North einerseits und Smith andererseits“ und bescheinigten ihm „bemerkenswert reife theoretische Einsichten“.

## Schriften
- An Essay on the Governing Causes of the Natural Rate of Interest; wherein the Sentiments of Sir William Petty and Mr. Locke, on that Head, are considered. London 1750.
- The proposal, commonly called Sir Matthew Decker’s scheme, for one general tax upon houses, laid open; and shewed to be a deep concerted project to traduce the wisdom of the legislature; disquiet the minds of the people; and ruin the trade and manufacturies of Great Britain. London 1757.
- A Representation Concerning the Knowledge of Commerce as a National Concern; Pointing out the Proper Means of Promoting such Knowledge in this Kingdom. London 1760.
- A Free and Equal Parliament for England. London 1780.